# Karsten Hessilt
Karsten Hessilt født 17. juni 1953 er en tidligere dansk atlet og basketballspiller fra GIC .
Hessilt startede som spydkaster, hvor han i 1970'erne nåede flere DM-medaljer. Han var en alsidig kaster og nåede fire danske mesterskaber i kastefemkamp og var to gange med på GICs sølvhold på 4 x 100 meter, første gang med storebror Torben på holdet. I 1980'erne spillede han på GICs basketballhold og vandt to DM-bronze. Han har også vundet flere veteran-DM i atletik og svømning.
Hessilt er uddannet folkeskolelærer og har i mange år arbejdet på Pilehaveskolen i Vallensbæk.

## Danske mesterskaber i atletik
- Bronze 1986 Vægtkast 17,58
- Guld 1986 Kastefemkamp 3983p (53,20-13,39-43,56-17,46-60,04)
- Guld 1985 Kastefemkamp 4068p (53,39-13,59-45,83-16,97-64,68)
- Guld 1983 Kastefemkamp 4175p (54,58-14.67-46,52-16,86-66,37)
- Guld 1982 Kastefemkamp 4019p (54,96-14,08-43,35-17,26-58,91)
- Sølv 1980 4 x 100 meter 42.59
- Sølv 1978  Spydkast 68,20
- Sølv 1977 4 x 100 meter 42.82
- Bronze 1977 Spydkast 66,72
- Sølv 1977 Femkamp 3403 p 1977
- Bronze 1975 Spydkast  67,45

Denne liste er ufuldstændig; hjælp gerne med at udfylde den.
Information om evt. sølv- og bronzemedaljer i kastefemkamp savnes.

## Danske mesterskaber i basketball
- Bronze 1984/85
- Bronze 1983/84

## Personlige rekorder
- 100 meter: 11,0 1978
- Spydkast: 60,60 1989
- Spydkast -gl: 71,16 1975
- Kuglestød: 14,67 1983
- Diskoskast: 46,52 1983
- Hammerkast 55,57 1983
- Vægtkast: 17,62 1983
- Kastefemkamp: 4175 p1983
- Femkamp 3403 p 1977 (5.90-64.40-22.9-43.22-5.04.9)